# Fresnedilla
Fresnedilla ist ein zentralspanischer Ort und eine Gemeinde (Municipio) mit 97 Einwohnern (Stand: 2024) in der Provinz Ávila in der Autonomen Region Kastilien-León. 

## Lage und Klima
Fresnedilla liegt auf der Ostseite der Sierra de Gredos am südlichen Rand der Provinz Ávila in einer Höhe von ca. 620 m. Die Entfernung nach Ávila beträgt knapp 45 km (Fahrtstrecke) in nordnordwestlicher Richtung. Das Klima ist gemäßigt bis warm; der Regen (ca. 473 mm/Jahr) fällt mit Ausnahme der trockenen Sommermonate übers Jahr verteilt.

## Bevölkerungsentwicklung
| Jahr      | 1970 | 1981 | 1991 | 2001 | 2011 | 2021 |
| Einwohner | 242  | 179  | 137  | 101  | 111  | 110  |

## Sehenswürdigkeiten

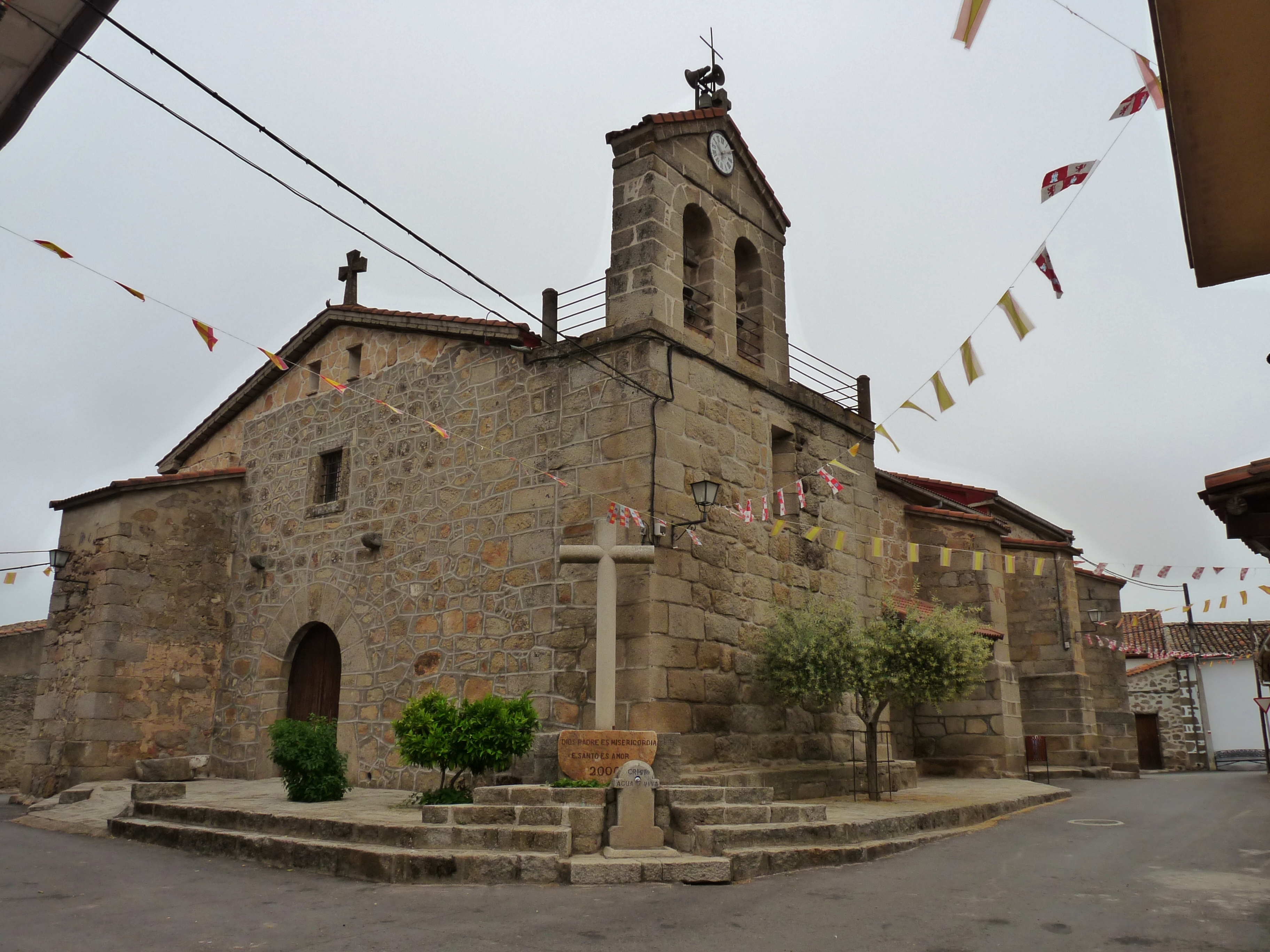
Kirche
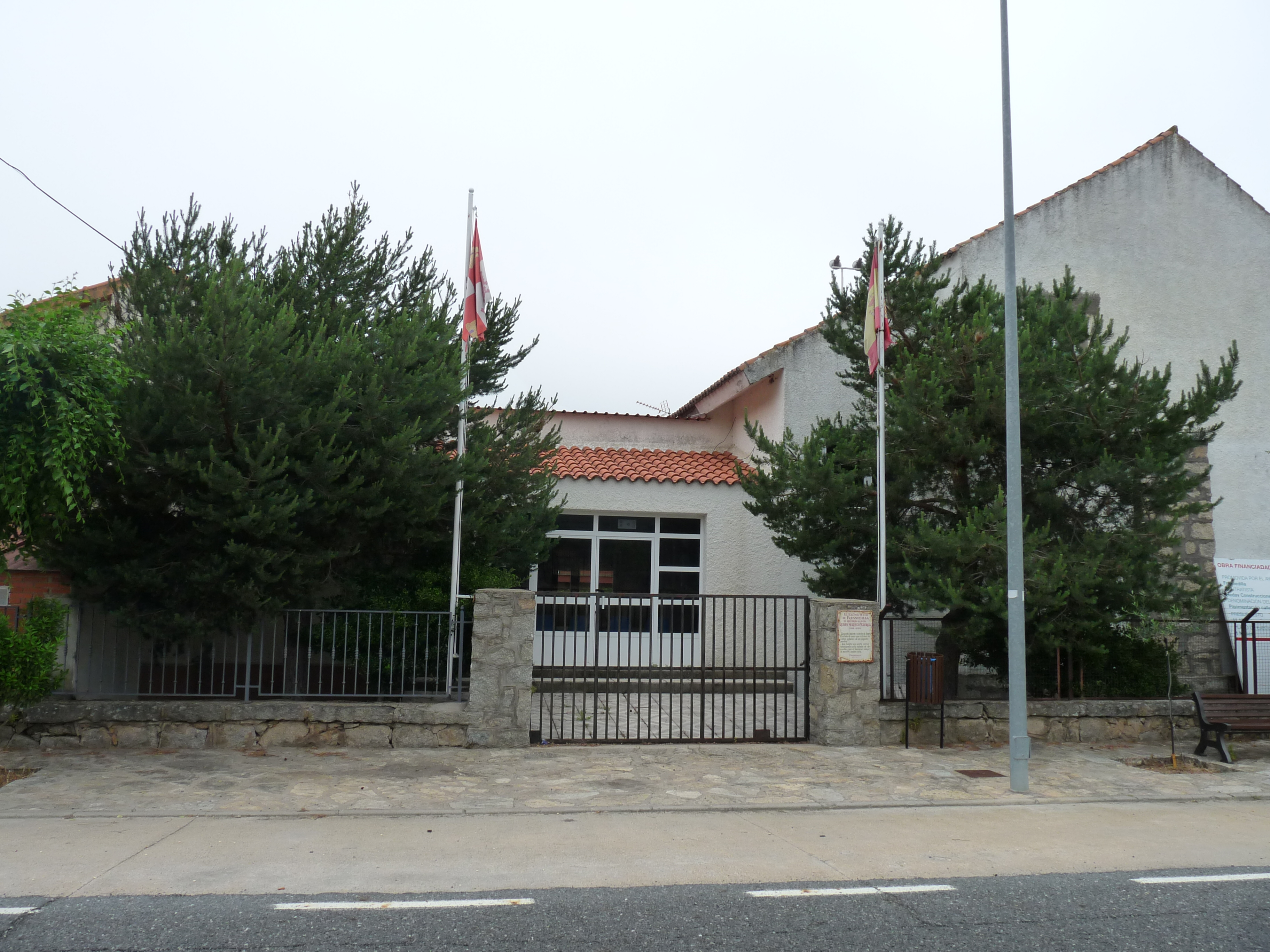
Rathaus

- Kirche
- Rathaus